# Finn rali

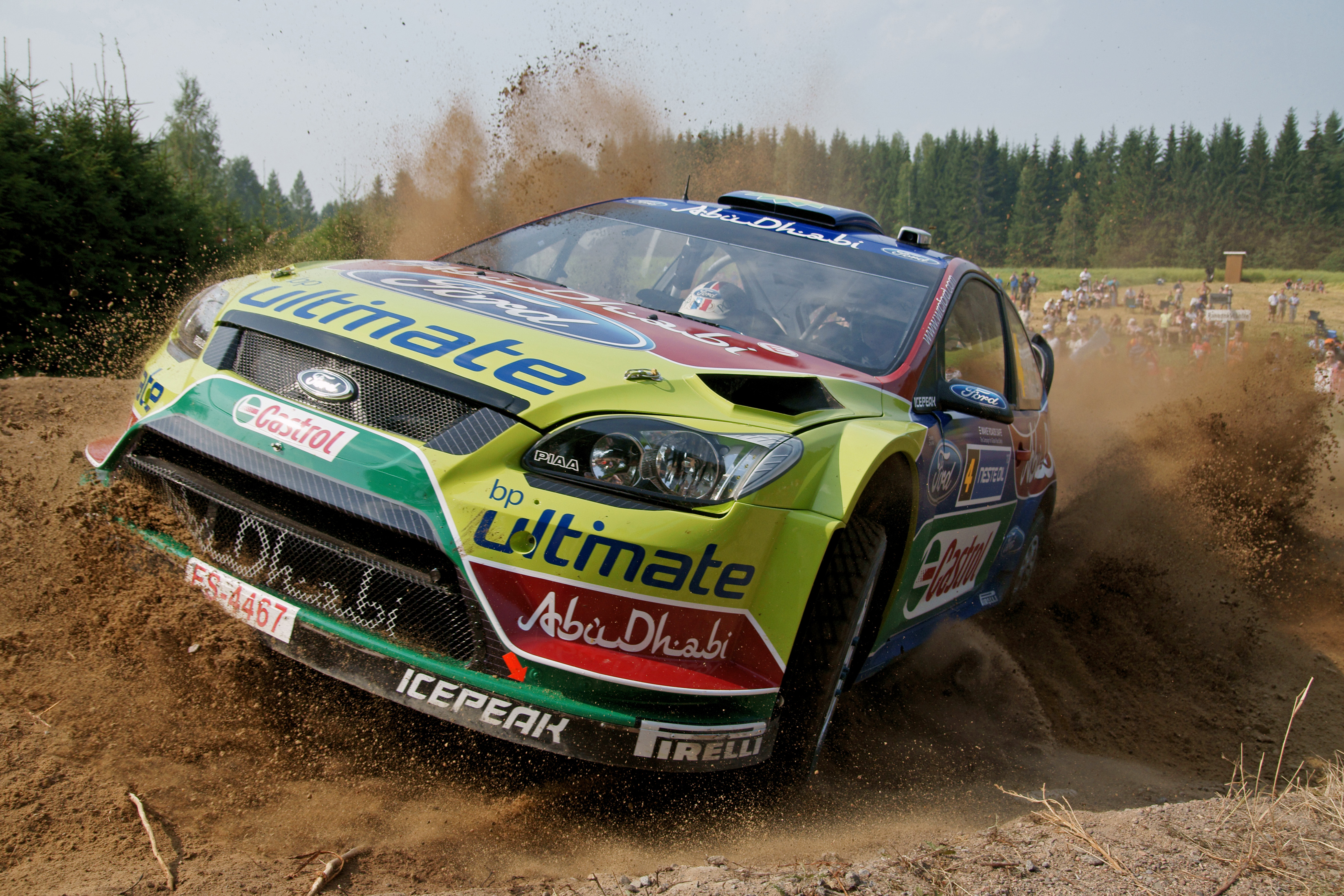
Jari-Matti Latvala a 2010.

A Finn rali (hivatalosan: Rally Finland, ismert még: Ezer tó rali) egy raliverseny Finnország középső részén. Skandinávia leglátogatottabb sportrendezvénye, minden évben közel 500 000 nézőt vonz.
Hagyományosan murvás utakon zajlik, az utóbbi években rendre a rali-világbajnokság legnagyobb átlagsebességű versenye. Központjául Jyväskylä szolgál, és a szakaszok is az azt környező erdős utakon zajlanak. Első alkalommal 1951-ben került megrendezésre, 1959-től az európai ralibajnokság, majd 1973-tól a rali-világbajnokság része.
Legtöbbször, szám szerint hét alkalommal Marcus Grönholm tudta megnyerni a versenyt. Érdekesség, hogy Carlos Sainz 1990-es győzelméig kizárólag skandináv versenyzők végeztek az első helyen.

## Győztesek
| Év   | Hivatalos megnevezés         | Versenyző          | Navigátor          | Autó                       | Bajnokság |
| ---- | ---------------------------- | ------------------ | ------------------ | -------------------------- | --------- |
| 1951 | I Jyväskylän Suurajot        | Arvo Karlsson      | Vilho Mattila      | Austin Atlantic            |           |
| 1952 | II Jyväskylän Suurajot       | Eino Elo           | Kai Nuortila       | Peugeot 203                |           |
| 1953 | III Jyväskylän Suurajot      | Vilho Hietanen     | Olof Hixén         | Allard                     |           |
| 1954 | Jyväskylän Suurajot          | Osmo Kalpala       | Eino Kalpala       | Dyna Panhard               |           |
| 1955 | Jyväskylän Suurajot          | Eino Elo           | Kai Nuortila       | Peugeot 403                |           |
| 1956 | Jyväskylän Suurajot          | Osmo Kalpala       | Eino Kalpala       | DKW Donau                  |           |
| 1957 | Jyväskylän Suurajot          | Erik Carlsson      | Mario Pavoni       | Saab 93                    |           |
| 1958 | Jyväskylän Suurajot          | Osmo Kalpala       | Eino Kalpala       | Alfa Romeo Giulietta TI    |           |
| 1959 | IX Jyväskylän Suurajot       | Gunnar Callbo      | Väinö Nurmimaa     | Volvo PV 544               | ERC       |
| 1960 | X Jyväskylän Suurajot        | Carl-Otto Bremer   | Juhani Lampi       | Saab 96                    | ERC       |
| 1961 | Jyväskylän Suurajot          | Rauno Aaltonen     | Väinö Nurmimaa     | Mercedes-Benz 220 SE       | ERC       |
| 1962 | Jyväskylän Suurajot          | Pauli Toivonen     | Jaakko Kallio      | Citroën DS 19              | ERC       |
| 1963 | 1000 Lakes Rally             | Simo Lampinen      | Jyrki Ahava        | Saab 96 Sport              | ERC       |
| 1964 | Jyväskylän Suurajot          | Simo Lampinen      | Jyrki Ahava        | Saab 96 Sport              | ERC       |
| 1965 | Jyväskylän Suurajot          | Timo Mäkinen       | Pekka Keskitalo    | BMC Cooper S               | ERC       |
| 1966 | 1000 Lakes Rally             | Timo Mäkinen       | Pekka Keskitalo    | Morris Cooper              | ERC       |
| 1967 | 1000 Lakes Rally             | Timo Mäkinen       | Pekka Keskitalo    | BMC Cooper S               | ERC       |
| 1968 |                              | Hannu Mikkola      | Anssi Järvi        | Ford Escort TC             | ERC       |
| 1969 | 19th 1000 Lakes Rally        | Hannu Mikkola      | Anssi Järvi        | Ford Escort TC             | ERC       |
| 1970 | 20th 1000 Lakes Rally        | Hannu Mikkola      | Gunnar Palm        | Ford Escort TC             | ERC       |
| 1971 | 21st 1000 Lakes Rally        | Stig Blomqvist     | Arne Hertz         | Saab 96 V4                 | ERC       |
| 1972 | 22nd 1000 Lakes Rally        | Simo Lampinen      | Klaus Sohlberg     | Saab 96 V4                 | ERC       |
| 1973 | 23rd 1000 Lakes Rally        | Timo Mäkinen       | Henry Liddon       | Ford Escort RS1600         | WRC       |
| 1974 | 24th 1000 Lakes Rally        | Hannu Mikkola      | John Davenport     | Ford Escort RS1600         | WRC       |
| 1975 | 25th 1000 Lakes Rally        | Hannu Mikkola      | Atso Aho           | Toyota Corolla Levin       | WRC       |
| 1976 | 26th 1000 Lakes Rally        | Markku Alén        | Ilkka Kivimäki     | Fiat 131 Abarth            | WRC       |
| 1977 | 27th 1000 Lakes Rally        | Kyösti Hämäläinen  | Martti Tiukkanen   | Ford Escort RS1800         | WRC       |
| 1978 | 28th 1000 Lakes Rally        | Markku Alén        | Ilkka Kivimäki     | Fiat 131 Abarth            | WRC       |
| 1979 | 29th 1000 Lakes Rally        | Markku Alén        | Ilkka Kivimäki     | Fiat 131 Abarth            | WRC       |
| 1980 | 30th 1000 Lakes Rally        | Markku Alén        | Ilkka Kivimäki     | Fiat 131 Abarth            | WCD       |
| 1981 | 31st 1000 Lakes Rally        | Ari Vatanen        | David Richards     | Ford Escort RS1800         | WRC       |
| 1982 | 32nd 1000 Lakes Rally        | Hannu Mikkola      | Arne Hertz         | Audi Quattro               | WRC       |
| 1983 | 33rd 1000 Lakes Rally        | Hannu Mikkola      | Arne Hertz         | Audi Quattro A2            | WRC       |
| 1984 | 34th 1000 Lakes Rally        | Ari Vatanen        | Terry Harryman     | Peugeot 205 Turbo 16       | WRC       |
| 1985 | 35th 1000 Lakes Rally        | Timo Salonen       | Seppo Harjanne     | Peugeot 205 Turbo 16 E2    | WRC       |
| 1986 | 36th 1000 Lakes Rally        | Timo Salonen       | Seppo Harjanne     | Peugeot 205 Turbo 16 E2    | WRC       |
| 1987 | 37th 1000 Lakes Rally        | Markku Alén        | Ilkka Kivimäki     | Lancia Delta HF 4WD        | WRC       |
| 1988 | 38th 1000 Lakes Rally        | Markku Alén        | Ilkka Kivimäki     | Lancia Delta Integrale     | WRC       |
| 1989 | 39th 1000 Lakes Rally        | Mikael Ericsson    | Claes Billstam     | Mitsubishi Galant VR-4     | WRC       |
| 1990 | 40th 1000 Lakes Rally        | Carlos Sainz       | Luís Moya          | Toyota Celica GT-Four      | WRC       |
| 1991 | 41st 1000 Lakes Rally        | Juha Kankkunen     | Juha Piironen      | Lancia Delta Integrale 16V | WRC       |
| 1992 | 42nd 1000 Lakes Rally        | Didier Auriol      | Bernard Occelli    | Lancia Delta HF Integrale  | WRC       |
| 1993 | 43rd 1000 Lakes Rally        | Juha Kankkunen     | Denis Giraudet     | Toyota Celica Turbo 4WD    | WRC       |
| 1994 | 44th 1000 Lakes Rally        | Tommi Mäkinen      | Seppo Harjanne     | Ford Escort RS Cosworth    | WRC       |
| 1995 | 45th Neste 1000 Lakes Rally  | Tommi Mäkinen      | Seppo Harjanne     | Mitsubishi Lancer Evo III  |           |
| 1996 | 46th Neste 1000 Lakes Rally  | Tommi Mäkinen      | Seppo Harjanne     | Mitsubishi Lancer Evo III  | WRC       |
| 1997 | 47th Neste Rally Finland     | Tommi Mäkinen      | Seppo Harjanne     | Mitsubishi Lancer Evo IV   | WRC       |
| 1998 | 48th Neste Rally Finland     | Tommi Mäkinen      | Risto Mannisenmäki | Mitsubishi Lancer Evo V    | WRC       |
| 1999 | 49th Neste Rally Finland     | Juha Kankkunen     | Juha Repo          | Subaru Impreza WRC         | WRC       |
| 2000 | 50th Neste Rally Finland     | Marcus Grönholm    | Timo Rautiainen    | Peugeot 206 WRC            | WRC       |
| 2001 | 51st Neste Rally Finland     | Marcus Grönholm    | Timo Rautiainen    | Peugeot 206 WRC            | WRC       |
| 2002 | 52nd Neste Rally Finland     | Marcus Grönholm    | Timo Rautiainen    | Peugeot 206 WRC            | WRC       |
| 2003 | 53rd Neste Rally Finland     | Markko Märtin      | Michael Park       | Ford Focus WRC             | WRC       |
| 2004 | 54th Neste Rally Finland     | Marcus Grönholm    | Timo Rautiainen    | Peugeot 307 WRC            | WRC       |
| 2005 | 55th Neste Rally Finland     | Marcus Grönholm    | Timo Rautiainen    | Peugeot 307 WRC            | WRC       |
| 2006 | 56th Neste Oil Rally Finland | Marcus Grönholm    | Timo Rautiainen    | Ford Focus WRC             | WRC       |
| 2007 | 57th Neste Oil Rally Finland | Marcus Grönholm    | Timo Rautiainen    | Ford Focus WRC             | WRC       |
| 2008 | 58th Neste Oil Rally Finland | Sébastien Loeb     | Daniel Elena       | Citroën C4 WRC             | WRC       |
| 2009 | 59th Neste Oil Rally Finland | Mikko Hirvonen     | Jarmo Lehtinen     | Ford Focus WRC             | WRC       |
| 2010 | 60th Neste Oil Rally Finland | Jari-Matti Latvala | Miikka Anttila     | Ford Focus WRC             | WRC       |
| 2011 | 61th Neste Oil Rally Finland | Sébastien Loeb     | Daniel Elena       | Citroën DS3 WRC            | WRC       |
| 2012 | 62th Neste Oil Rally Finland | Sébastien Loeb     | Daniel Elena       | Citroën DS3 WRC            | WRC       |
| 2013 | 63th Neste Oil Rally Finland | Sébastien Ogier    | Julien Ingrassia   | Volkswagen Polo R WRC      | WRC       |
| 2014 | 64th Neste Oil Rally Finland | Jari-Matti Latvala | Miikka Anttila     | Volkswagen Polo R WRC      | WRC       |
| 2015 | 65th Neste Oil Rally Finland | Jari-Matti Latvala | Miikka Anttila     | Volkswagen Polo R WRC      | WRC       |
| 2016 | 66th Neste Oil Rally Finland | Kris Meeke         | Paul Nagle         | Citroën DS3 WRC            | WRC       |
| 2017 | ó7th Neste Oil Rally Finland | Esapekka Lappi     | Janne Ferm         | Toyota Yaris WRC           | WRC       |
| 2018 | ó8th Neste Oil Rally Finland | Ott Tänak          | Martin Järveoja    | Toyota Yaris WRC           | WRC       |
| 2019 | 69. Neste Rally Finland      | Ott Tänak          | Martin Järveoja    | Toyota Yaris WRC           | WRC       |
| 2021 | Secto Rally Finland 2021     | Elfyn Evans        | Scott Martin       | Toyota Yaris WRC           | WRC       |
| 2022 | Secto Rally Finland 2022     | Ott Tänak          | Martin Järveoja    | Hyundai i20 N Rally1       | WRC       |
| 2023 | Secto Rally Finland 2023     | Elfyn Evans        | Scott Martin       | Toyota GR Yaris Rally1     | WRC       |
| 2024 | Secto Rally Finland 2024     | Sébastien Ogier    | Vincent Landais    | Toyota GR Yaris Rally1     | WRC       |

- ERC - európai ralibajnokság
- WRC - rali-világbajnokság
- WCD - versenyzők kupája

### Statisztikák - versenyzők és csapatok, amelyek többször diadalmaskodtak
| Győzelmek | Versenyzők         | Dátum                           |
| --------- | ------------------ | ------------------------------- |
| 7         | Hannu Mikkola      | 1968–1970, 1974–1975, 1982–1983 |
| 7         | Marcus Grönholm    | 2000–2002, 2004–2007            |
| 6         | Markku Alén        | 1976, 1978–1980, 1987–1988      |
| 5         | Tommi Mäkinen      | 1994–1998                       |
| 4         | Timo Mäkinen       | 1965–1967, 1973                 |
| 3         | Osmo Kalpala       | 1954, 1956, 1958                |
| 3         | Simo Lampinen      | 1963–1964, 1972                 |
| 3         | Juha Kankkunen     | 1991, 1993, 1999                |
| 3         | Sébastien Loeb     | 2008, 2011–2012                 |
| 3         | Jari-Matti Latvala | 2010, 2014–2015                 |
| 3         | Ott Tänak          | 2018–2019, 2022                 |
| 2         | Eino Elo           | 1952, 1955                      |
| 2         | Ari Vatanen        | 1981, 1984                      |
| 2         | Timo Salonen       | 1985–1986                       |
| 2         | Sébastien Ogier    | 2013, 2024                      |
| 2         | Elfyn Evans        | 2021, 2023                      |

| Győzelmek | Gyártók     |
| --------- | ----------- |
| 13        | Ford        |
| 10        | Peugeot     |
| 9         | Toyota      |
| 6         | Saab        |
| 5         | Citroën     |
| 5         | Mitsubishi  |
| 4         | Fiat Lancia |
| 3         | Volkswagen  |
| 3         | Mini        |
| 2         | Audi        |
| 1         | Hyundai     |

## Fordítás
- Ez a szócikk részben vagy egészben  a   Rally Finland című angol Wikipédia-szócikk fordításán alapul.  Az eredeti cikk szerkesztőit annak laptörténete sorolja fel. Ez a jelzés csupán a megfogalmazás eredetét és a szerzői jogokat jelzi, nem szolgál a cikkben szereplő információk forrásmegjelöléseként.

## Külső hivatkozások
- A verseny hivatalos honlapja